# La heredera
La heredera (trad.: A Herdeira) é uma telenovela mexicana produzida por Henry Ramos e Gerardo Zurita e exibida pela Azteca entre 17 de maio de 2004 e 18 de fevereiro de 2005. 
Foi protagonizada por Silvia Navarro e Sergio Basañez, co-protagonizada Aylín Mujica e Margarita Gralia e com antagonização de Víctor Huggo Martín.

## Elenco
- Silvia Navarro - María Claudia Madero Grimaldi
- Sergio Basañez - Antonio Bautista Rodríguez
- Aylín Mujica - Lorena Beatriz Madero Grimaldi
- Margarita Gralia - Ana Gabriela Grimaldi de Madero
- Guillermo Murray - Julián Madero Venegas
- Julieta Egurrola - Dulce Regina Sergio Torres
- Víctor Huggo Martín - Lauro Enrique Madero Grimaldi
- Ángela Fuste - Brenda
- Fabián Corres - Salomón Mayorca
- Adriana Louvier - Linda
- Andrea Noli - Kauris Guzmán
- Juan Manuel Bernal - Dionisio Xavier Sergio Torres
- Bruno Bichir - Santiago Daniel Sergio Torres
- Gabriela Canudas - Aranza "La Chata"
- Xavier Massimi - Octavio Madero Grimaldi
- Ana Laura Espinosa - Ponchita
- Mauricio Valle - Felipe
- Luciana Silveyra - Jhovana
- Héctor Arredondo - Joaquín Mercader
- Arturo Beristáin - Álvaro Domínguez
- Ana Berumen
- René Campero
- Christian Cataldi - Erick
- Constantino Costas
- Andrea Escalona - Montserrat
- Faisy
- Fidel Garriga - Ángel
- René Gatica - Padre de Orlando
- Tamara Guzmán - Jovita
- Cynthia Hernández
- Arletta Jersioska
- Josafat Luna - Tofiño
- Larissa Mendizábal
- Dora Montero - Marina
- Enrique Muñoz - Neiro
- Rodrigo Murray - Alonso
- Fernando Noriega - Alan
- José Luis Orenday
- Carlos Padilla - Ricardo Bautista
- Mercedes Pascual - Mãe de Jhovana
- Rolf Petersen - Alejo
- Cecilia Piñeiro - Lucía
- Luis Rábago - Orlando Mondragón
- Chucho Reyes - Mauricio
- Aldo S. de Diego - Juliancito
- Ángela Sánchez
- Fernando Sarfatti - Carlos
- Carina Sarti - Sobrina de Ángel
- Shirley - Italia
- María Luisa Vázquez - Assistente de Ana Gabriela
- Gonzalo Vega - Armando
- Lourdes Villareal - Eulalia
- Alberto Zeni - Beto
- David Zepeda - Fabián